# Basquetebol em cadeira de rodas nos Jogos Paralímpicos de Verão de 2012
As competições de basquetebol em cadeira de rodas nos Jogos Paralímpicos de Verão de 2012 foram  disputadas entre os dias 30 de agosto e 8 de setembro na Basketball Arena e na Arena O2, em Londres.
O basquetebol em cadeira de rodas é disputado por duas equipes de 5 jogadores cada. Todos os atletas recebem uma classificação funcional que varia de 1 a 4,5 pontos. Quanto maior a pontuação, menor o comprometimento funcional do atleta. Durante o jogo, a pontuação total dos 5 jogadores não deve ultrapassar 14 pontos. A infração da andada ocorre quando um jogador impulsiona a cadeira mais de duas vezes sem driblar, passar ou arremessar a bola. As medidas da quadra e a altura da cesta são os mesmos do basquete convencional.

## Qualificação

### Masculino
| Competição                                                    | Data                       | Sede                     | Vagas | Classificados                                                                              |
| ------------------------------------------------------------- | -------------------------- | ------------------------ | ----- | ------------------------------------------------------------------------------------------ |
| País-sede                                                     |                            |                          | 1     | GBR Grã-Bretanha                                                                           |
| Campeonato Mundial de basquetebol em cadeira de rodas de 2010 | 5 – 18 de junho de 2010    | Birmingham, Grã-Bretanha | 7     | AUS Austrália ESP Espanha USA Estados Unidos ITA Itália POL Polônia CAN Canadá TUR Turquia |
| Campeonato Europeu IWBF de 2011                               | 8 – 17 de setembro de 2011 | Nazaré, Israel           | 1     | GER Alemanha                                                                               |
| Campeonato Africano IWBF de 2011                              | 10 – 13 de outubro de 2011 | Rabat, Marrocos          | 1     | RSA África do Sul                                                                          |
| Campeonato Ásia/Oceania IWBF de 2011                          | 4 – 11 de novembro de 2011 | Goyang, Coreia do Sul    | 1     | JPN Japão                                                                                  |
| Jogos Parapan-Americanos de 2011                              | 13 – 19 de novembro        | Guadalajara, México      | 1     | COL Colômbia                                                                               |
| Total                                                         |                            |                          | 12    |                                                                                            |

### Feminino
| Competição                                                    | Data                       | Sede                     | Vagas | Classificados                                                              |
| ------------------------------------------------------------- | -------------------------- | ------------------------ | ----- | -------------------------------------------------------------------------- |
| País-sede                                                     |                            |                          | 1     | GBR Grã-Bretanha                                                           |
| Campeonato Mundial de basquetebol em cadeira de rodas de 2010 | 5 – 18 de junho de 2010    | Birmingham, Grã-Bretanha | 5     | USA Estados Unidos GER Alemanha CAN Canadá AUS Austrália NED Países Baixos |
| Campeonato Europeu IWBF de 2011                               | 8 – 17 de setembro de 2011 | Nazaré, Israel           | 1     | FRA França                                                                 |
| Campeonato Ásia/Oceania IWBF de 2011                          | 4 – 11 de novembro de 2011 | Goyang, Coreia do Sul    | 1     | CHN China                                                                  |
| Jogos Parapan-Americanos de 2011                              | 13 – 19 de novembro        | Guadalajara, México      | 1     | BRA Brasil                                                                 |
| Repescagem Mundial                                            | 1 – 3 de março de 2012     | Guadalajara, México      | 1     | MEX México                                                                 |
| Total                                                         |                            |                          | 10    |                                                                            |

## Medalhistas
| Evento             | Ouro | Prata | Bronze |
| ------------------ | --- | --- | --- |
| Masculino detalhes | Dave Durepos Yvon Rouillard Bo Hedges Richard Peter Joey Johnson Adam Lancia Abdi Dini Chad Jassman Patrick Anderson Brandon Wagner Tyler Miller David Eng CAN Canadá                            | Justin Eveson Bill Latham Brett Stibners Shaun Norris Michael Hartnett Tristan Knowles Jannik Blair Tige Simmons Grant Mizens Dylan Alcott Nick Taylor Brad Ness AUS Austrália | Eric Barber Joseph Chambers Jeremy Lade Joshua Turek Trevon Jenifer William Waller Matt Scott Steven Serio Jason Nelms Ian Lynch Paul Schulte Nate Hinze USA Estados Unidos                                   |
| Feminino detalhes  | Mareike Adermann Johanna Welin Britt Dillmann Edina Müller Annika Zeyen Maria Kühn Gesche Schünemann Maya Lindholm Annabel Breuer Annegret Briessmann Marina Mohnen Heike Friedrich GER Alemanha | Sarah Vinci Cobi Crispin Bridie Kean Amanda Carter Tina McKenzie Leanne del Toso Clare Nott Kylie Gauci Shelley Chaplin Sarah Stewart Katie Hill Amber Merritt AUS Austrália   | Inge Huitzing Lucie Houwen Jitske Visser Roos Oosterbaan Sanne Timmerman Petra Garnier Miranda Wevers Cher Korver Saskia Pronk Barbara van Bergen Carolina de Rooij-Versloot Mariska Beijer NED Países Baixos |